# 伊索贝尔·博莱斯
伊索贝尔·博莱斯（英語：Isobel Borlase，2004年9月12日—），澳大利亚女子篮球运动员，2021年U19青年女子世界盃籃球賽银牌得主、2022年亞洲U18青年女子籃球錦標賽金牌得主、2024年夏季奥林匹克运动会女子铜牌得主。